# Pálfa, Tolna
Pálfa  este un sat în districtul Paks, județul Tolna, Ungaria, având o populație de 1.646 de locuitori (2011). 

## Demografie
Componența etnică a satului Pálfa
     Maghiari (89,97%)
     Romi (9,18%)
     Alții (0,85%)
Componența confesională a satului Pálfa
     Romano-catolici (41,86%)
     Fără religie (15,13%)
     Atei (9,84%)
     Reformați (7,96%)
     Luterani (1,76%)
     Necunoscută (23,45%)
Conform recensământului din 2011, satul Pálfa avea 1.646 de locuitori. Din punct de vedere etnic, majoritatea locuitorilor (89,97%) erau maghiari, cu o minoritate de romi (9,18%). Nu există o religie majoritară, locuitorii fiind romano-catolici (41,86%), persoane fără religie (15,13%), atei (9,84%), reformați (7,96%) și luterani (1,76%). Pentru 23,45% din locuitori nu este cunoscută apartenența confesională.